# Lilium 'Iowa Rose'
Lilium 'Iowa Rose' — сорт лилий из группы Азиатские гибриды по классификации третьего издания Международного регистра лилий.
Используются для срезки и в качестве декоративного садового растения.

## Биологическое описание
Высота побегов около 132 см, стебли тёмно-зелёные, в соцветии 16—20 цветков.
Цветки с внутренней части интенсивно розовые (54С), горло бледно-оранжево-жёлтое (19D), пятна мелкие, тёмно-коричневые.
Листочки околоцветника 76 × 31 мм, края гладкие.
Среднего срока цветения.

## Агротехника
Хранение луковиц до посадки
 После обработки фунгицидом их заворачивают в бумагу (лучше плотную), которую необходимо умеренно увлажнить. Вместо бумаги можно использовать чуть влажные опилки или торф. Далее луковица помещается в полиэтиленовый пакет с отверстиями для дыхания луковиц, затем — в холодильник. Оптимальная температура от 0 до + 5 °С. Недопустимо длительное повышение температуры во время хранения — это может спровоцировать необратимое прорастание луковиц.
Посадка

Лучшее время посадки — осень (сентябрь—октябрь). В этом случае луковицы успевают укорениться до нового вегетационного сезона и хорошо развиваются в следующем году. Можно производить посадку и весной, как только оттает почва. В большинстве областей России это конец апреля — начало мая.
Азиатские гибриды светолюбивы и лучше развиваются на открытых участках. Их можно высаживать вдоль строений, заборов. Вблизи деревьев и кустарников, но при этом надо учитывать, что они должны освещаться прямыми лучами солнца не менее половины светового дня.
Перед посадкой выкапывают ямки глубиной и диаметром около 25 см. Лилиям необходим хороший дренаж. Если почва плотная, её перед посадкой глубоко перекапывают и улучшают, повышая пористость. Азиатские гибриды не очень требовательны к почве, однако предпочитают слабокислую. Тяжёлую дерновую или глинистую почву улучшают, внося торф, песок. Нельзя вносить свежий навоз, это опасно возникновением различных грибных заболеваний. Луковицы высаживают на глубину 8—10 см. (в зависимости от размера), расстояние между растениями — не менее 35 см. Можно пролить лунку раствором фунгицида, поскольку после посадки луковица может загнить.
Лилии хорошо переносят пересадку, даже проведённую летом. При этом растения поддевают лопатой и переносят на новое место вместе с комом земли. Луковицы Азиатских гибридов быстро разрастаются, образуя «гнездо». Получившийся от одной луковицы куст необходимо делить через 3—5 лет. Признаком, сигнализирующим о необходимости деления, является ухудшение цветения, снижение диаметра цветков. Азиатские гибриды положительно реагируют на внесение в почву торфа.
Удобрения. 
Реакция на удобрения положительная. Минеральные и органические удобрения можно внести до посадки луковиц под перекопку. В этом случае необходимость регулярных подкормок отпадает на ближайшие 2-3 года. Во второй половине лета исключают подкормки удобрениями, содержащими азот. Предпочтение отдают фосфорным и калийным удобрениям. Это восстанавливает запас питательных веществ, потраченных на рост и цветение, обеспечивает хорошую зимовку луковиц и полноценное цветение следующим летом. В корнеобитаемой зоне недопустимо наличие полуперепревшей органики (навоза, перегноя).
Размножение.
 Азиатские гибриды размножают вегетативно несколькими способами.
- Деление «гнезда» луковиц на отдельные луковицы с последующей посадкой. Лучшим сроком деления и посадки луковиц в средней полосе России является сентябрь. Деление можно производить и весной — до появления или при появлении ростков над землёй.
- Размножение детками. У многих сортов лилий на подземной части стебля формируются стеблевые детки-луковички, которые можно отделить и посадить отдельно. Делать это необходимо осенью.
- Стеблевыми воздушными луковичками (бульбами), образующимися в пазухах листьев. Их снимают после окончания цветения и после обработки фунгицидом или марганцовкой высаживают в почву на глубину 3—5 см. При недостатке влаги в почве посадки увлажняют. На зиму посевы мульчируют торфяной крошкой или опилками. В первый год образуется розетка листьев, на второй год формируется цветочный стебель, к осени — луковица, пригодная для посадки на постоянное место.
- Чешуйками луковиц, которые осторожно отделяют у самого основания, дезинфицируют в растворе фунгицида и помещают в полиэтиленовый пакет на месяц в чуть влажный субстрат (опилки, торф, песок, мох-сфагнум) при комнатной температуре. После образования в основаниях чешуй маленьких луковичек, их высаживают в рассадочные ящики или в открытый грунт.

Осенью производит удаление завядших или усохших стеблей осторожно выкручивая их из земли.